# PC-8000シリーズ
PC-8000シリーズは、日本電気 (NEC) が発売したパーソナルコンピュータのシリーズである。PC-8001に始まり、PC-8001mkII、PC-8001mkIISRがある。日本電気の特約店（NECビットイン、NECマイコンショップ）のほか、新日本電気（後のNECホームエレクトロニクス）の家庭電化商品ルートで販売された。
キーボードと本体が一体化したデザイン。同社を代表するシリーズのひとつで、数多くのソフトウェアや周辺機器が販売されていた。
上位機種はPC-8800シリーズ。

## PC-8001
PC-8001は日本で1979年5月9日に発表され、9月20日に出荷が開始された。9月28日がパソコン記念日/パソコンの日としてこの機種の発売日を根拠とした日付として語られることが多いが、記念日の名称すら表記ゆれがあり、NECの公式な見解は「9月」のみとなっている。希望小売価格は168,000円で、当時としてはリーズナブルな価格であり、1983年1月の販売終了まで一度も改定されなかった。
日本では輸入品を除けば半完成品（セミキット）がほとんどであった当時のマイコンの中で、本格的な完成品として登場し、ハード・ソフトとも高い機能と完成度を有した。PC-8001は「パーソナルコンピュータ (Personal Computer)」を商標に据えて宣伝し、1980年代初めにはNECのPCシリーズ展開を先導した日本のパソコンの代表的機種となった。また、よく日本初のパーソナルコンピューターと説明されることもあるが、その真偽については各論があるので注意が必要である。
1981年8月にはアメリカ合衆国で「PC-8001A」が1,295ドル（32K RAMシステム）で発売された。FCCが規制する電波障害の対策を施し、片仮名の代わりにギリシア文字を表示できるようになっていた。同年10月には西ドイツに日本電気ホームエレクトロニクスの支社が設立され、PC-8001が発売された。
2015年9月1日に国立科学博物館の重要科学技術史資料（通称:未来技術遺産）の第00205号として、登録された。

### 機能

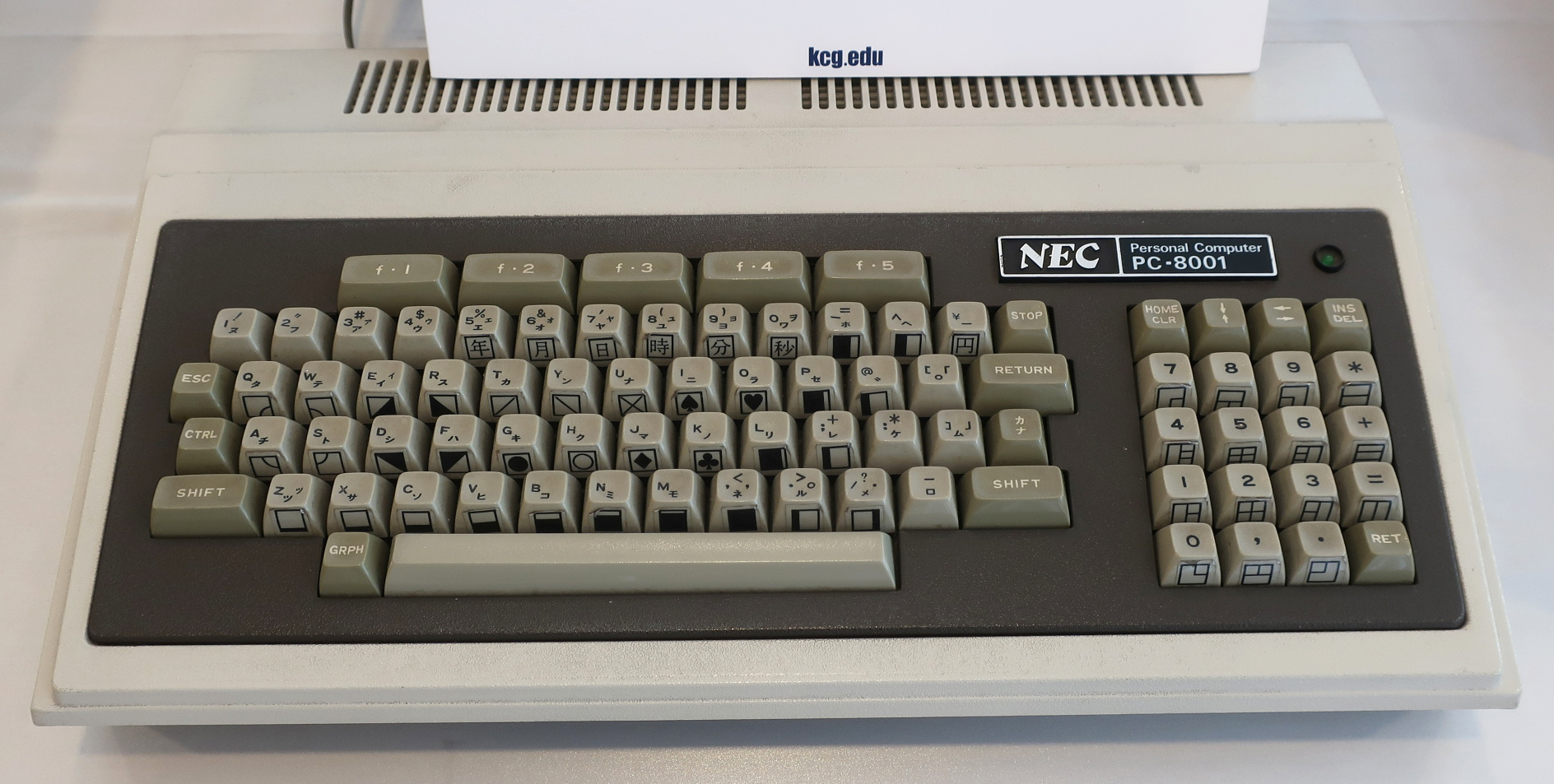
PC-8001本体・キーボード

キーボードと本体が一体化され、最低限必要であるプリンタ、コンパクトカセット（データレコーダ）、CRTインタフェースを備える。ただし拡張スロットはなく、FDD等その他機器の増設には別売の増設ボックスPC-8011、PC-8012が必要である。
発売当初は搭載メモリ16Kモデルのみの販売であった。さらに16Kの増設が可能で、増設して購入するユーザが大半であったため、32Kモデルも後に販売された。なお、拡張ボックスの使用により64Kに拡張してFDDを増設すれば、CP/Mなどの汎用OSを動作させることも可能である。
グラフィックも発売当時は160×100ドットで十分高い画面解像度であった。しかし、後発の機種が640×200ドットのフルグラフィックを搭載してくると見劣りするようになり、NEC以外から発売された高解像度アダプタ（FGU8200）やユーザ定義キャラクタジェネレータ（PCG8100）等、とキャラクターを書き換えて擬似的に１ドット毎のグラフィック変更を実装したりと、機能拡張の周辺機器が発売された。

### 開発
1978年夏頃、日本電気電子デバイス販売事業部マイクロコンピュータ販売部長の渡辺和也と設計主担当の後藤富雄を筆頭とする10人のチームで、PC-8001の開発が始められた。NEC社内での開発コードは「PCX-1」であった。
当時、日本のメーカーでは既に日立製作所がベーシックマスターを、シャープがMZ-80Kをパソコンとして発売していたが、ベーシックマスターは文教用途を中心に考えられており、MZ-80Kは販売上の理由からセミキット形式であり、購入しても使えるまでには電子工作の知識が必要だった。ボードコンピュータのTK-80BSを筐体に組み込んでパソコンの形態にした製品は以前から計画されていて、これは1978年10月にCOMPO BS/80として発表されたが、搭載されたプログラミング言語のBASICが機能・性能ともに貧弱であったため成功しなかった。PC-8001は軽微な事務業務も意識しつつ、機能面で妥協しつつも個人も入手しやすい　All-in Oneのコンピュータとして開発された。
本体は元々COMPO BS/80と同系色のデザインと旧JIS配列のキーボードで考えられていたが、石田晴久の助言によりミニコンの端末としても通用するシックなデザインとテレタイプ仕様のキーボードレイアウトとなった。プログラミング言語のBASICは、マイクロソフトが作成したものとNECが社内で作成したものの2種類のバージョンが開発されていたが、既に北米のパソコン市場でデファクトスタンダードの地位を確立していたマイクロソフトのBASICが採用された。これは後の独自アーキテクチャパソコンにおいて、デファクトスタンダードとなった大きな変更点であった。
マイクロソフトは日本企業への本格的なOEM進出を狙っていたタイミングであったため、NECには非常に安い価格でBASICが提供されたという。
本体、ディスプレイ、外部記憶装置は日本電気が開発して新日本電気が生産していたが、プリンターは日本電気にはメインフレーム用の高価なものしかなく、東京電気からOEMで調達された
大内淳義（当時、日本電気専務取締役）は販売部が立ち上がった時点から渡辺に行動の一切を委ね、非公式の会議で連絡を取っていた。マイクロプロセッサの拡販が本来の業務である部隊がマニアを相手に商売を広げ、さらにパソコンの開発を進めていることに、社内からは批判の声があがっていた。TK-80BSまではマイクロプロセッサを拡販するためのキットという口実が通った。しかし、PC-8001は完全なコンピュータであるため、商品が失敗すればNECの本業であるコンピュータ事業や企業イメージに悪影響を及ぼす恐れがある。大内はPC-8001の発売に際しては待ったを掛けた。先行するメーカーのパソコンがそれほど売れていないことや、TK-80BSとCOMPO BS/80の失敗もあって、大内は市場に需要を見いだせずPC-8001の商品化に躊躇していた。結局、開発部隊が成功するという絶対的な自信を持っている様子を見て、大内は動くことにした。まずはキットの技術サポートのために開設していた主要都市のBit-INNでテスト販売し、反応が良ければ徐々に販売ルートを増やしていくことになった。

### 評価
パソコン雑誌『ASCII』（1979年11月号）は発売直後のレビュー記事にて「若干の問題は残しているもののソフトウェア、ハードウェア共に現在考えられる最強のマシンと折り紙を付けることができるだろう。」と総評した。外観はコンパクトで好ましいカラーであると評価した。キーボードは5個のファンクションキーで10種のコマンドを定義できることを挙げて「他に類を見ない」と賞賛した一方、Escキーにリピート機能を付けるべきでない、キートップにグラフィック記号の表示がないことなどを憾んだ。シリアルインタフェースでRS-232C規格の機器と接続するには、レベル変換のために別売のケーブルユニット (PC-8062) を挟む必要があることに対して、基板上に数個の部品を追加するだけでよりスマートに実装できたはずと不満を挙げた。電源の保護機能、電圧変動、過負荷特性は「非常に優秀」と評価した。環境試験では摂氏0度の恒温槽にPC-8001本体を2時間置き、ゲームプログラムを1時間以上動作させた後、恒温槽を60度まで上げる耐久テストを行った。CPU上面の温度は78度まで達したが異常は見られず、「常識をはるかに超えた使用状況下で安定した動作を続けたのには、測定にあたっていたラボスタッフも驚嘆した。」とコメントした。N-BASICについては「現在のBASICではトップレベルにある」と評価しながらも、いくつかのバグやスクリーンエディタ・モニタの機能不足を指摘した。
PC-8001は1979年5月のマイクロコンピュータ・ショウでの展示直後に数千台のバックオーダーを抱え、9月の出荷開始から1万台近くの受注残を消化するまでに半年以上を要した。1980年には5万台を販売し、1981年には日本のパソコンシェアの40%余りを獲得。1983年1月の販売終了までに累計25万台を出荷した。NECのパソコン販売網であるNECマイコンショップは、1979年の時点で7店舗であったのが、1980年に15店舗、1981年中に100店舗を超え、1983年には200店舗を超えた。
PC-8001発売当時はパソコン自体が一般に浸透しておらず、NECの電子部品販売部門がパソコンを開発していたことはNEC社内でもあまり知られていなかった。しかし、1980年12月、PC-8001の存在を知った小林宏治（当時、日本電気会長）の発案で300人余りの幹部を対象にPC-8001を使った社内研修を実施。マイクロコンピュータ販売部は1980年6月にマイクロコンピュータ応用事業部へ改組され、1981年4月にパーソナルコンピュータ事業部として独立してようやく事業活動が社内で公認された。
PC-8001がマイクロソフトのBASICを採用して「標準仕様」を宣伝したことは、教育現場への採用を促した。1981年、神奈川県立茅ヶ崎西浜高等学校が17台のPC-8001を導入し、普通科高校で初めて選択科目として情報教育を始めた。1982年4月に放送が始まったNHK教育テレビの趣味講座「マイコン入門」ではPC-8001が教材に採用されたが、商品名を出すことができないため、銘板を隠され「機種X」と呼ばれていた。番組用テキストの『マイコン入門 昭和57年度 前期』（日本放送出版協会、1982年）は70万部が発行される大ヒットとなった。
PC-8001のヒットについて、沢登盛親（当時、日本電気電子デバイス販売事業部長）は後年に次のようにコメントした。
最大の要因は168,000円という価格の設定であった。商品力から言えば22から23万円の線が妥当というのが多数意見であったが、担当の渡辺和也マイコン販売部長（当時）は断乎として168,000円を譲ろうとしなかった。結局大内専務（当時）の裁定で渡辺案に決まったのだが、あのときの彼の頑固さは見上げたものだった。
他にPC-8001発売時の爆発的ヒットの要因としては、コストパフォーマンスが優良であったこと、発売のタイミングがよかったこと、多くのユーザーによって無数のプログラム（開発ツール、ユーティリティー、そしてゲーム）が提供されたこと、それに伴うゲーム機の代わり、当時の各マイコン雑誌による圧倒的な支持、NECマイコンクラブによるPRの徹底、マイコンやデバイスのNECへの信用、Bit-INNやマイコンショップなど販売サービス網が先行していたこと（地方ではNEC代理店などが対応していたので、必ずしも全国網とまでは言えなかったが）、デザインがコンパクトだったことが挙がった。

### 仕様
- CPU μPD780C-1（Z80-A互換）4MHz
DMA割り込みウェイトがあるため、実効速度としては1.8MHz程度で動作する。
- ROM 24KB（最大32KB）
- RAM 16KB（最大160KB）
4KBのテキストVRAM領域を含む。本体内は32KBまで。拡張ユニットに128KB RAMボート等を増設した時は32KBを超える拡張が可能。
- テキスト表示 36 / 40 / 72 / 80桁 × 20 / 25行
- グラフィック表示 160 × 100ドット デジタル8色 - テキストの簡易グラフィックモード使用。CRTコントローラはμPD3301[6]。2 × 4ドット毎に着色可。ただしテキストの属性として簡易グラフィックが実現されており、アトリビュートエリアの制限により、当該テキスト属性が1行内の左端から右端の方向において変化する回数に制限があったため、着色が出来なかったり意図した属性の表示がされない部分が見られる場合がある。CRTCコントローラがプログラマブルなので、画面領域を2枚定義して合成するようなソフトが雑誌に掲載された[注 2]。
- サウンド BEEP音(周波数固定)
- BASIC N-BASIC (Microsoft 24K BASIC) - version 1.0として発売。1981年4月に文字欠け等を修正した1.1に乗せ換えて発売される。
- OS DISK-BASIC、CP/M
- インタフェース
  - モニタ（モノクロ、カラー） - カラーモニタ使用時はモノクロモニタ端子にライトペンを接続可能。
  - CMT（600bps、300bps隠し設定）
  - プリンター（セントロニクス）
  - シリアルインタフェース - RS-232C準拠の機能だがTTLレベルで、かつ筐体を開けてICソケットから引き出す必要があった。なお、PC-8062 RS-232Cケーブルユニットを用いることでレベル変換も行えた。
- 拡張インタフェース用バス - 拡張ボックスのPC-8011 / 8012および、5インチFDD I/Fボックス接続用
  - PC-8011拡張 I/Fで拡張可能なもの：RS-232C × 2、FDD I/F、GP-IB - すべてエッジ・コネクタによる出力であるため、専用のケーブル (PC-8095 / PC-8098 / PC-8096) が別途必要。
  - PC-8012拡張ボックスで拡張可能なもの：FDD I/F、拡張スロット× 7

#### 試作機
製品発売に先立ち、月刊I/O 1979年6月号に広告が掲載された。その時に使用された本体写真は、製品版と比べ以下の違いがあった。
- RETURN キー等の特殊キーの色が白色
- STOP キーの刻印 が⎊ Break になっている
- GRAPH キーの位置がスペースバーの右隣

### 主な周辺機器

#### NECから発売された機器
- PC-8005 増設メモリ（16KB分。価格改定品PC-8005K有）
- PC-8011 拡張ユニット
  - PROM用ソケット（2KB×4）、増設RAM用ソケット（32KB）、RS-232C×2、IEEE 488×1、汎用パラレルI/F×1、FDD I/F、拡張用I/Oバスを装備
- PC-8012 I/Oユニット
  - PROM用ソケット（2KB）、拡張スロット×7、FDD I/F、増設用電源端子を装備
  - 32K RAMボード（PC-8012-02）をバンク切り替え方式で最大4枚（128KB）まで接続可能
- PC-8013 PC-8012＋PC8012-02 1枚セット品
- PC-8021 ドットマトリックスプリンター
- PC-8023-C ドットマトリクスプリンター（PC-8021の後継機）
- PC-8031/-1W 5インチ1D FDD（2基）
- PC-8032/-1W 拡張用5インチ2D FDD（2基）
- PC-8031-2W 5インチ2D FDD（2基）
  - μPD8255、Z-80A(4MHz Z80)、ROM2KB、RAM16KB、μPD765（英語版） を搭載したインテリジェントタイプのディスクユニット、プリンタポートを装備[22]
- PC-8032-2W 拡張用5インチ2D FDD（2基）
- PC-8033 FDD I/F
- PC-8034 DISK-BASIC (1D)
- PC-8034-2W DISK-BASIC (2D)
- PC-8041 12"グリーンCRT
- PC-8042 12"カラー（標準）CRT（通常TVと同じブラウン管使用（入力はデジタルRGB））
- PC-8043 12"カラー（高解像度）CRT（いわゆるパソコン用ブラウン管使用）
- PC-8044 RFモジュレータ（価格改定品PC-8044K有）
- PC-8045 ライトペン（価格改定品（制御ユニット内蔵）PC-8045K有）
- PC-8046 9"グリーンCRT、寸法(幅270mm、高さ255mm、奥261mm)、重量4.7Kg、消費電力26W[23]
- PC-8047 12"アンバーイエローCRT[24][25]
- PC-8048 12"カラーCRT[24][25]（PC-8042の価格改定品。価格改定品PC-8048K有）
- PC-8049 12"カラーCRT、寸法(幅378mm、高さ307mm、奥413mm)、重量11.7Kg、消費電力67W以内[23]（PC-8043の価格改定品。価格改定品PC-8049K有）
- PC-8049N 12"カラーCRT[24][25]（PC-8049Kの後継品だがデザインが異なる。偏向角度が異なり色の鮮やかさが向上）
- PC-8050K 12"グリーンCRT[24]
- PC-8050N 12"グリーンCRT[25]
- PC-8053 14"カラーCRT（PC-8049Kの14"版）
- PC-8062 RS-232C I/F

#### NEC以外から発売された機器
- FGU-8000 高解像度フルグラフィックユニット - アイ・シーより発売
  - 解像度は640×200ドット、モノクロ。
  - VRAMとして本体の増設RAMエリア（8000HからBE7FHまで）を使用するので本体RAM容量が32KBである必要がある。
- PCG8100 プログラマブル・キャラクタ・ジェネレータ - HAL研究所より発売
  - ユーザ定義キャラクタジェネレータ（128個） + サウンド単音（後期モデルは3重和音）
- FGU-8200 高解像度フルグラフィックユニット - アイ・シーより発売
  - FGU-8000の改良版。VRAM用バンクメモリ16KB搭載、表示速度を約2倍に高速化。
  - BASIC上でハイレゾグラフィックを使用するための拡張ROM（GSP-8200）標準搭載。拡張BASICは「LINEH」など通常の命令に「H」を付けたものでN80-BASICとは異なる。
- JWP-8200 漢字拡張ユニット - アイ・シーより発売
  - 漢字ROM(JIS第1水準)、64KB RAM、RS-232C、FDD I/F内蔵。PC-8001 + FGU-8200 + JWP-8200の組み合わせで、漢字ROMを搭載したPC-8001mkIIとほぼ同スペックになる。ワープロソフト付属。
  - 基本はFGU-8000もしくはFGU-8200と組み合わせてワープロとして使用。CP/Mも動作可。
- FD-8080 CP/Mアダプター - ICMより発売
  - FD-8090を接続してCP/Mを動かすためのユニット。RAM 32KB搭載。FD-8090を4台まで接続可能。 59K CP/M Ver.2.2が付属。
  - IBM 3340互換のウィンチェスター・ハードディスクも接続可能。
  - FD-8100を接続することでS100バスの各種I/Oカードが使用可能。
- FD-8090 8インチ両面フロッピーディスク - ICMより発売
- FD-8100 S100バス用エクステンダー - ICMより発売
- K8001 PC用拡張ユニット - ケイワより発売
  - 拡張32K RAMソケット、拡張8K ROMソケット、PC-8031用ディスクI/Oポート、汎用パラレルI/Oポート×2を搭載。
  - 拡張ROMエリアにCMOS RAMを使用することによりバッテリーバックアップ可。
- GSX8800 サウンドボード - HAL研究所より発売
  - AY-3-8910×2搭載で6重和音が再生可能。PC-8001に接続する際はタッチアップキットGSX8810が必要。
- アドコムサウンドユニット - アドコム電子より発売
  - CPUに下駄を履かせる形でSN76489を取り付け。基本3音、6音に拡張可。
- PCS-8081 テクノシンセ - パックスエレクトロニカから発売
  - 拡張バスに接続するサウンドカードとソフトウェアのセット。PC-8012を併用すればカード4枚まで使用可能。
- ADC-32KR 32KB RAM + FD I/O PORT - 秀和システムトレーディングより発売
  - 増設32KB RAMとFDD I/Fを単一ユニットにしたもの。32KB RAMのPC-8001とFDDを接続することでCP/Mが動く最小構成となる。
- PSA PCG8100互換のユーザ定義キャラクタジェネレータ - 工学社から組み立て用基板が発売。完成品の販売は無い。

## PC-8001mkII
1983年1月に発表、同年3月に発売された、PC-8001の後継機。希望小売価格は123,000円。
PC-8001では別売であった、シリアルインターフェース（RS-232C）、5インチFDDインターフェース、拡張スロット（2スロット）を標準搭載させ、FGU-8200を参考(メモリマップも同じ)にした640×200ドットのグラフィックプレーンを追加する事で漢字表示を可能とし、オプションで漢字ROM、漢字BASICもサポートした、実用本位の強化に特化しているのが特徴で、同クラスの他機種でオプションのシリアル(RS232C)が標準搭載でモデム等の通信機器が直接接続できたり、制御用ボードの増設が簡単であったりと業務(研究)向けな仕様であった。メインRAMは64KBとなり、CP/Mなどの汎用OSも標準で動作するようになった。反面AV面では、ハイレゾグラフィックがモノクロ（解像度を落としても4色）、サウンドはPC-8001と同様のビープ音のみという寂しいものとなった。キーボードは、TABキーが追加されESCキーの位置が変わっている。
BASICは、N-BASICの24KBのROMに8KBを継ぎ足して拡張したN80-BASICを搭載。主にグラフィック関係の命令が追加されている（N-BASICの未使用予約語CMDを使用）。PC-8001 (N-BASIC) 用のソフトはN80-BASICでも基本的に動作するが、フリーエリアなどの関係で完全な互換性が必要とされる場合には、N-BASICモードに切り替えることもできる。切り替えはリセット時のディップスイッチまたはキー操作による。

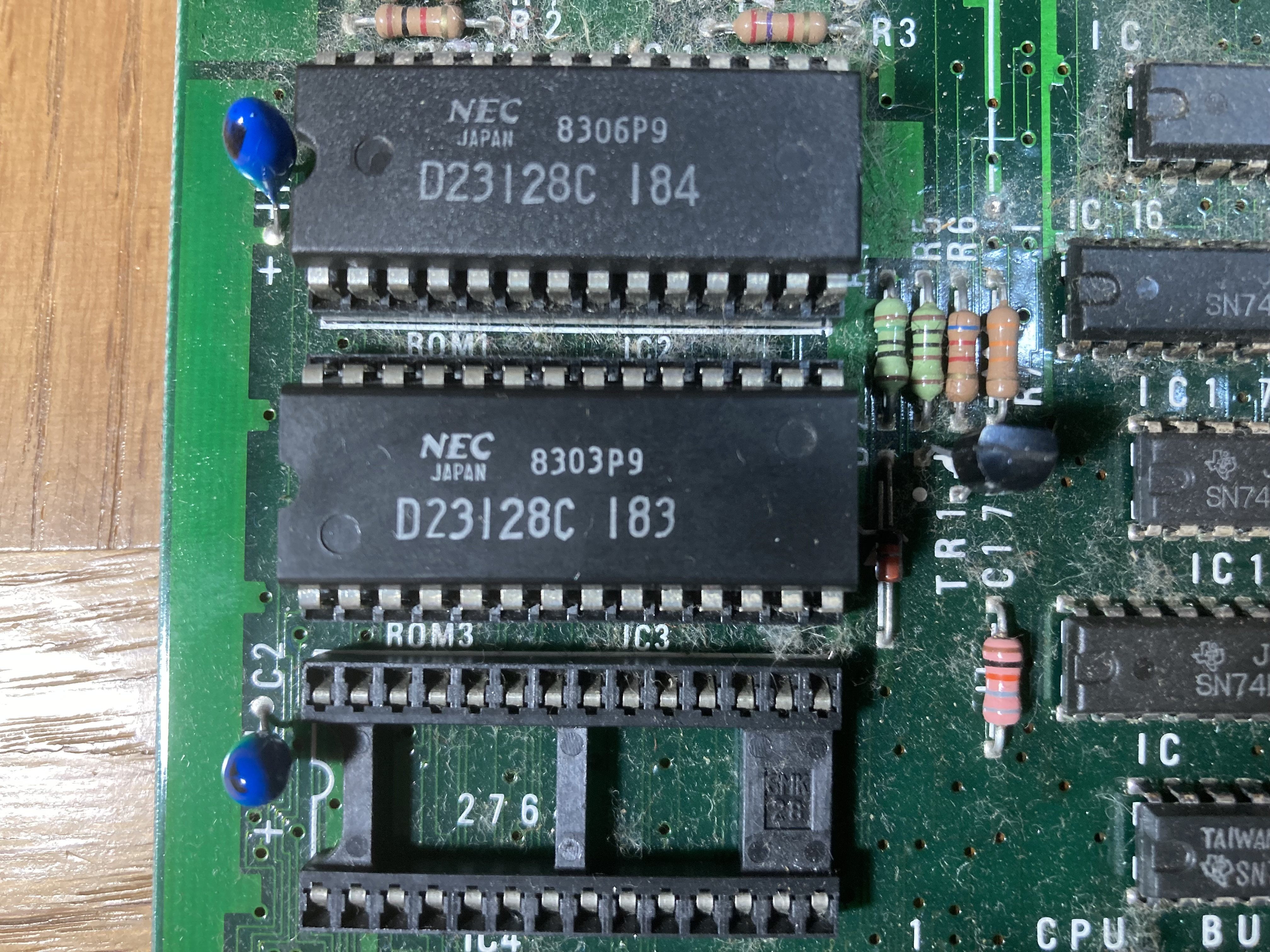
上からN-BASIC、N80-BASIC のROM。

また、本体背面にはアタリ規格と同形状の台形型Dsub-9ピンの汎用I/Oポートが設けられたが、ピンアサインをアタリ規格と合わせなかったため、アタリ規格準拠のジョイスティックポートとしては機能せず、バーコードリーダ等の業務用機器の接続ポートとして使われた。
グラフィックモードは、ゲームでは主にスクリーン2（320×200ドット、黒+赤+緑+選択色）が使用され選択色に青を指定してタイルパターンでデジタル8色を表現する手法が多用された（ただし白を鮮明に表示させたい場合は青の代わりに白が指定された）。またカラーを必要としないボード系ゲーム（麻雀など）では、スクリーン0/1（640×200ドット、黒+指定色）が使用された。スクリーン3（320×200ドット、青+マゼンタ+シアン+選択色）は殆ど使用されることがなかったが、ポートピア連続殺人事件やナッツ&ミルクなどで使用された。拡張手段は、のちに発売されたPC-8801用のビデオアートボード以外にはなかった（当然、ソフトは無いので付属説明書によるアクセス方法に従ったソフトを自作することになる）。音楽機能も、PC-8801mkIIの様な強化(CMD SING)はされず、PC-8001のままでソフトウェアによる工夫に頼ることになった。
この頃、各社から同じような価格・スペックの8ビットPCが続々と発売されたが、それらの機種ではホビーユースでは不要なインターフェース部分をオプション扱いにしたり省略させる代わりにグラフィックやサウンド機能の充実を図った。それに対し本機ではインターフェースの拡張を重視させたため、AV面の拡張が中途半端なものとなり、AV面だけで比較すると他の機種に比べ大きく見劣りする物となった。その結果、本機は前モデルのPC-8001用の豊富な資源を安価で拡張できるというメリットがあったものの、競合他機種に見栄えで大きく水をあけられるものとなった。さらに、上位機種のPC-8800シリーズがPC-8801mkIIでホビーユースについて強化される一方、下位機種のPC-6000シリーズもPC-6001mkII/6601で大幅に機能拡張され、本機の位置付けは微妙なものとなってしまった。
640×200ドットの8色グラフィックは、コストの問題とFGU-8200用のアプリケーションに対応させるため、サウンド機能は、コストの問題と拡張スロットを使えば容易に搭載できることから、それぞれ見送られた経緯がある。このクラスでは、珍しくワープロソフト等の業務用ソフトが多数存在する。

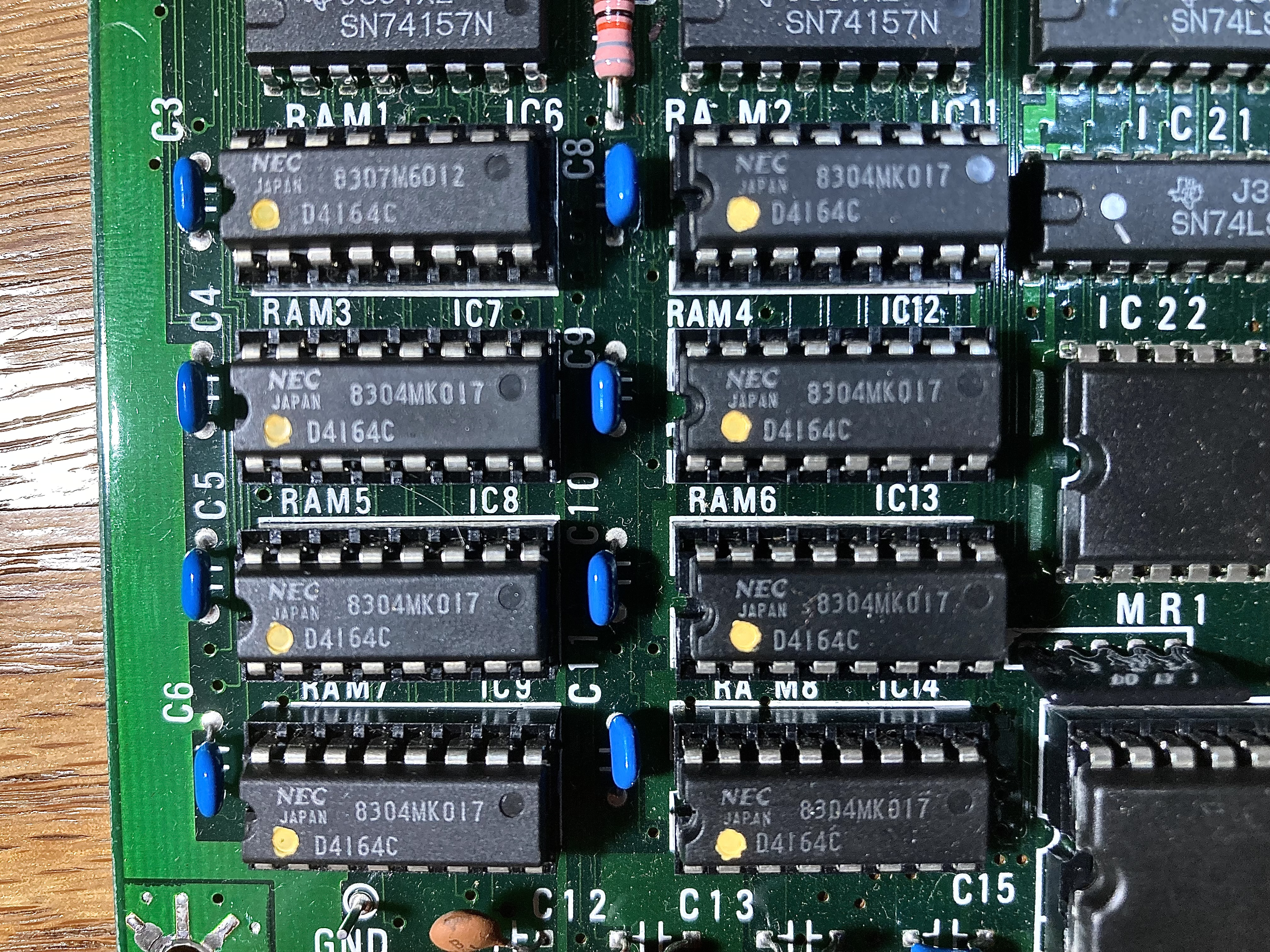
黄色い印がRAM。

### 仕様
- CPU μPD780C-1 4MHz
- RAM 64KB + 16KB（グラフィックVRAM）
- テキスト表示 40桁×20行 - 80桁×25行
- グラフィック表示（N80モード） 640×200ドット 2色、640×200ドット 8色（キャラクタ単位）、320×200ドット 4色（デジタルRGB8色のうち、黒・赤・緑/青・紫・水色のどちらかの組み合わせと任意の1色）
- BASIC N80-BASIC(version 1.0)、N-BASIC(version 1.3)
- OS N80-DISK-BASIC、N80漢字BASIC、DISK-BASIC、CP/M
- インタフェース
  - モニタ（モノクロ ライトペン対応、カラー）
  - CMT（600bps、1200bps:隠し設定）
  - セントロニクス
  - RS-232C
  - 5インチ2D FDD

### 主な純正周辺機器

#### NECから発売された機器
- PC-8001mkII-01 漢字ROM - 内部専用コネクタへ接続（拡張スロットは占有しない）
- PC-80S31 5インチ2D FDD（2基） （PC-8031-2Wの後継機。価格改定品PC-80S31K有）
- PC-80S32 拡張用5インチ2D FDD（2基）　（PC-8032-2Wの後継機）
- PC-8037-1W N80-DISK-BASIC (1D) 7,000円
- PC-8037-2W N80-DISK-BASIC (2D) 7,000円
- PC-8037K-2W(K) N80-漢字BASIC (2D) 20,000円
- PC-8087 N80-BASIC (8'2D) 8,000円
- PC-8087K N80-漢字BASIC (8'2D) 20,000円
- PC-8801-11 FM音源ボード - 拡張BASICが付属（SRにつけると本体と合わせてFM6重和音が可能になった）

なお、PC-8800シリーズの8インチFDD（PC-8881等）も使用可能。

#### NEC以外から発売された機器
- PCG8200 ユーザ定義キャラクタジェネレータ - PCG-8100の上位互換。HAL研究所より発売。
- ロータスゲームボード GB-20 ユーザ定義キャラクタジェネレータ - PCG-8100の互換。ロータスより発売。
- TF-20 5インチ2D FDD（2基） エプソンより発売。

## PC-8001mkIISR
1985年1月に発売された、PC-8001mkIIの後継機。希望小売価格は108,000円。
グラフィック機能はさらに強化され、PC-8801mkII同様の640×200 8色に加えて320×200 8色を2画面重ね合わせ出来るモードを持ち、PC-8801mkIISRよりゲームが作りやすい面もあった。また、他のSRシリーズ同様、高速VRAM書き込み（のちにALUと呼ばれる）、FM音源を搭載し、サウンド機能も飛躍的に向上した
強化されたグラフィック・サウンド機能・ひらがな表示をサポートするN80SR-BASICに加えて、互換性のためN80-BASIC（高速モードも搭載）およびN-BASICモードを搭載。ただし、CMTインターフェイスICが変更されたことにより、PC-8001mkII用のソフトウェアで1200bpsで作成されているものは読み込むことが出来なかったため、互換性の面では満足出来るものではなかった。近年、有志によって「CMTインターフェイスボード PC-8801-21」を使用した、mkII互換キットが限定配布された。
拡張スロット数は1つ減少しディップスイッチの設定より挿入ボード用の信号の切り替えに変更。漢字ROM専用スロットは、電源下からキーボード下へ移動した。これにより、非公認だがPC-8001mkII用だけでなく初代PC-8801用漢字ROM(後期物のショート基板)が使用可能となった。PC-8801mkII/SR用キーボードや専用のJOYSTICKも接続可能な端子が追加されている。また、mkIIにあった9ピンの汎用I/Oポートは削除された。
すでに市場の主流はPC-8800シリーズに移っており、本機はPC-8801mkIISRの引き立て役といった色合いが強かった。また、NECは同年11月に8ビット機種のラインナップを見直すべくPC-8801mkIIFR/MRを投入し、本機種よりも安価でPC-8801シリーズを提供したことにより、下位の8ビット機種（8001、6601、6001）は終焉を迎えた。しかしPC-8800シリーズにはない低解像度カラー2画面グラフィック機能を生かして、他機種(8bitパソコン)では存在しないパックランドや、本機とX1でしか発売されていないハイパーオリンピック'84の他、ゼビウスなど、競合機種よりも、スムースな動作を見せるソフトウェアも存在した。また、始皇帝（麻雀ゲーム）やキングフラッピー、らぷてっく、ホーリーグレイ等のPC-8801mkIISR / PC-8001mkIISR両対応のソフトも発売されている。mkIIでは、多数発売された業務ソフトはほとんど存在せず、キャリーラボのワープロソフトぐらいしか発売されなかった。

### 仕様
- CPU μPD780C-1 4MHz
- RAM 64KB + 48KB（グラフィックVRAM）
- 内部ROMソケットにより機能拡張可能（NEC以外のメーカから供給、COMPACブランド等）
- テキスト表示 40桁 × 20行 - 80桁 × 25行、ひらがな表示（カナと排他使用）
- グラフィック表示（N80SRモード） 640 × 200ドット 8色1面または2色3面、320×200ドット 8色2面または2色6面
- サウンド機能 FM3重和音＋PSG3重和音＋1ノイズ
- BASIC N80SR-BASIC(version 1.0)[注 9]、N80-BASIC(version 1.2)、N-BASIC(version 1.6)
- OS N80SR-DISK-BASIC、N80-DISK-BASIC、N80漢字BASIC、DISK-BASIC、CP/M
- インタフェース
  - モニタ（モノクロ、カラー）
  - CMT (600bps)
  - セントロニクス
  - RS-232C
  - 5インチ2D FDD
  - オーディオ出力（モノラル、ボリューム調整あり）
  - 丸ピンDIN13ピン拡張端子(PC-8801シリーズのキーボードを接続可能)

### 主な純正周辺機器

#### NECから発売された機器
- PC-8037SR-1W N80SR-DISK-BASIC (1D) 7,000円
- PC-8037SR-2W N80SR-DISK-BASIC (2D) 7,000円

#### NEC以外から発売された機器
- α88 プログラムJOYSTICKインターフェイス - 88SR以降/8001mkIISR用。